# 대한민국 민법 제743조
대한민국 민법 제743조는 기한전의 변제에 대한 민법 채권법 부당이득 조문이다.

## 조문
제743조(기한전의 변제) 변제기에 있지 아니한 채무를 변제한 때에는 그 반환을 청구하지 못한다. 그러나 채무자가 착오로 인하여 변제한 때에는 채권자는 이로 인하여 얻은 이익을 반환하여야 한다.

第743條(期限前의 辨濟) 辨濟期에 있지 아니한 債務를 辨濟한 때에는 그 返還을 請求하지 못한다. 그러나 債務者가 錯誤로 因하여 辨濟한 때에는 債權者는 이로 因하여 얻은 利益을 返還하여야 한다.

## 비교 조문
일본민법 제706조 (기한 전의 변제) 채무자는 변제기에 있지 않은 채무의 변제로 한 급부를 한 때에는 그 급부한 것의 반환을 청구할 수 없다. 그러나, 채무자가 착오로 인해 그 급부를 한 때에는 채권자는 이에 의해 얻은 이익을 반환하여야 한다.

## 참고 문헌
- 오현수, 일본민법, 진원사, 2014. ISBN 978-89-6346-345-2
- 오세경, 대법전, 법전출판사, 2014 ISBN 978-89-262-1027-7
- 이준현, LOGOS 민법 조문판례집, 미래가치, 2015. ISBN 979-1-155-02086-9